# Solenocera comata
Solenocera comata är en kräftdjursart som beskrevs av Stebbing 1915. Solenocera comata ingår i släktet Solenocera och familjen Solenoceridae. Inga underarter finns listade i Catalogue of Life.